# Сельта
«Се́льта» (ісп. Real Club Celta de Vigo) — іспанський футбольний клуб з Віго, заснований 1923 року. Нині виступає в іспанській Ла-Лізі. Прізвисько — небесно-блакитні. Домашні ігри проводяться на стадіоні Балаїдос, який вміщує 29,000 відвідувачів. Назва походить від племені кельтів, які населяли цю землю багато років тому. Принципові суперники — «Депортіво», ігри між цими командами відомі як Дербі Галісії.
Найкращим сезоном в історії команди вважається сезон 1970/71, коли команда жодного разу не програла вдома. Того самого сезону команда фінішувала шостою, що дало їй змогу вперше у своїй історії кваліфікуватися до участі у єврокубках. У сезоні 2002/03 команда покращила свої показники, фінішувавши четвертою, що дозволило їй пройти до Ліги чемпіонів, де на стадії 1/16 вони поступилися лондонському «Арсеналу».

## Історія
Історія Сельти розпочалася з прагнення мешканців міста Віго мати постійне та сильне представництво у футбольній сфері на всеіспанській футбольній арені. Ідея полягала в тому, щоб об'єднати дві команди, аби створити одну більш сильну команду на національному рівні. Ініціатором цього дійства був редактор місцевого спортивного журналу-оглядача Мануель де Кастро, який 1915 року почав пропагувати цю ідею. Так зародився рух, який мав собі за гасло «Все в та для Віго». Зрештою декілька керівників місцевих команд оголосили про підтримку. Рішення про об'єднання було підтримано одноголосно, коли де Кастро виступив на зборах Королівської іспанської федерації футболу в Мадриді 22 червня 1923, представляючи свій рух.
12 липня 1923 року у театрі Одеон і в готелі Модерно відповідно, на щорічних загальних зборах за участю «Віго» та «Фортуни» злиття було ухвалене на місцевому рівні. 10 серпня 1923 року на останніх зборах акціонери команд офіційно закінчили злиття та обрали офіційну назву команді. Серед можливих назв були зокрема: «Реал Юніон де Віго», «Клуб Галіція», «Реал Атлантик», «Бреоган» та «Реал Клуб Олімпіко». Остання назва мала найбільшу підтримку, однак у підсумку було вирішено пов'язати назву команди з етнічним народом, який проживав на теренах Галісії і остаточно затверджено назву «Реал Клуб Сельта». До складу команди було зараховано 64 гравця, зокрема кількох відомих виконавців.
Кінець 1990-х років ознаменувався найкращим успіхом в історії «Сельти».

## Командні кольори та емблема

### Кольори
Звична форма Сельти — блакитна футболка, білі шорти та сині гетри. Пізніше колір гетр був змінений із просто синього на блакитно-синій з білою полоскою, у кольори прапору Галісії.
Окрім цього команда має одну з найдовших за тривалістю командних спонсорських угод (із Сітроен) та угоди на постачання футбольної форми (із «Umbro», з 1986 по 2010 роки). Нині дизайном форми для команди займається «Адідас».

### Емблема
Як і в інших ґалісійських командах, емблема Сельти має хрест Святого Якова. Посередині розташована абревіатура — Кс, тобто Клуб Сельта.

## Досягнення
- Прімера:
  - 4-те місце: 1948, 2003
- Сегунда Дивізіон
  - Переможці (3): 1935–36, 1981–82, 1991–92
- Кубок Іспанії:
  -  Фіналіст: 1948, 1994, 2001
- Кубок Інтертото
  - переможці: 2000
  - Кубок УЄФА:
- Чвертьфіналіст: 1999, 2000, 2001
- Ліга Європи:
  - Півфіналіст: 2017

## Виступи в єврокубках
Голи Сельти показані першими.
| Сезон   | Раунд           | Змагання | Клуб                  | Вдома | На виїзді | В сукупності |
| ------- | --------------- | -------- | --------------------- | ----- | --------- | ------------ |
| 1971–72 | Кубок УЄФА      | 1Р       | Абердин               | 0–2   | 0–1       | 0–3          |
| 1998–99 | Кубок УЄФА      | 1Р       | Арджеш                | 7–0   | 1–0       | 8–0          |
| 1998–99 | Кубок УЄФА      | 2Р       | Астон Вілла           | 0–1   | 3–1       | 3–2          |
| 1998–99 | Кубок УЄФА      | 3Р       | Ліверпуль             | 3–1   | 1–0       | 4–1          |
| 1998–99 | Кубок УЄФА      | 1/4      | Марсель               | 1–2   | 0–0       | 1–2          |
| 1999–00 | Кубок УЄФА      | 1Р       | Лозанна               | 4–0   | 2–3       | 6–3          |
| 1999–00 | Кубок УЄФА      | 2Р       | Аріс                  | 2–2   | 2–0       | 4–2          |
| 1999–00 | Кубок УЄФА      | 3Р       | Бенфіка               | 7–0   | 1–1       | 8–1          |
| 1999–00 | Кубок УЄФА      | 4Р       | Ювентус               | 0–1   | 4–0       | 4–1          |
| 1999–00 | Кубок УЄФА      | 1/4      | Ланс                  | 0–0   | 1–2       | 1–2          |
| 2000    | Кубок Інтертото | 3Р       | Пелістер              | 3–0   | 2–1       | 5–1          |
| 2000    | Кубок Інтертото | 1/2      | Астон Вілла           | 1–0   | 2–1       | 3–1          |
| 2000    | Кубок Інтертото | Фінал    | Зеніт Санкт-Петербург | 2–1   | 2–2       | 4–3          |
| 2000–01 | Кубок УЄФА      | 1Р       | Рієка                 | 0–0   | 1–0       | 1–0          |
| 2000–01 | Кубок УЄФА      | 2Р       | Црвена Звезда         | 0–1   | 3–0       | 3–1          |
| 2000–01 | Кубок УЄФА      | 3Р       | Шахтар                | 0–0   | 1–0       | 1–0          |
| 2000–01 | Кубок УЄФА      | 4Р       | Штутгарт              | 0–0   | 2–1       | 2–1          |
| 2000–01 | Кубок УЄФА      | 1/4      | Барселона             | 3–2   | 1–2       | 4–4 (г)      |
| 2001–02 | Кубок УЄФА      | 1Р       | Сігма Оломоуць        | 4–0   | 3–4       | 7–4          |
| 2001–02 | Кубок УЄФА      | 2Р       | Слован Ліберець       | 3–1   | 0–3       | 3–4          |
| 2002–03 | Кубок УЄФА      | 1Р       | Оденсе                | 2–0   | 0–1       | 2–1          |
| 2002–03 | Кубок УЄФА      | 2Р       | Вікінг                | 3–0   | 1–1       | 4–1          |
| 2002–03 | Кубок УЄФА      | 1/16     | Селтік                | 2–1   | 0–1       | 2–2 (г)      |
| 2003–04 | Ліга чемпіонів  | 3КР      | Славія Прага          | 3–0   | 0–2       | 3–2          |
| 2003–04 | Ліга чемпіонів  | Група H  | Аякс                  | 3–2   | 0–1       | 2-е          |
| 2003–04 | Ліга чемпіонів  | Група H  | Брюгге                | 1–1   | 1–1       | 2-е          |
| 2003–04 | Ліга чемпіонів  | Група H  | Мілан                 | 0–0   | 2–1       | 2-е          |
| 2003–04 | Ліга чемпіонів  | 1/8      | Арсенал               | 2–3   | 0–2       | 2–5          |
| 2006–07 | Кубок УЄФА      | 1Р       | Стандард              | 1–0   | 3–0       | 4–0          |
| 2006–07 | Кубок УЄФА      | Група H  | Айнтрахт Франкфурт    | 1–1   | Н/Д       | 2-е          |
| 2006–07 | Кубок УЄФА      | Група H  | Ньюкасл Юнайтед       | Н/Д   | 1–2       | 2-е          |
| 2006–07 | Кубок УЄФА      | Група H  | Фенербахче            | 1–0   | Н/Д       | 2-е          |
| 2006–07 | Кубок УЄФА      | Група H  | Палермо               | Н/Д   | 1–1       | 2-е          |
| 2006–07 | Кубок УЄФА      | 1/16     | Спартак Москва        | 1–1   | 2–1       | 3–2          |
| 2006–07 | Кубок УЄФА      | 1/8      | Вердер                | 0–1   | 0–2       | 0–3          |
| 2016–17 | Ліга Європи     | Група G  | Аякс                  | 2–2   | 2–3       | 2-е          |
| 2016–17 | Ліга Європи     | Група G  | Стандард              | 1–1   | 1–1       | 2-е          |
| 2016–17 | Ліга Європи     | Група G  | Панатінаїкос          | 2–0   | 2–0       | 2-е          |
| 2016–17 | Ліга Європи     | 1/16     | Шахтар                | 0–1   | 2–0       | 2–1          |
| 2016–17 | Ліга Європи     | 1/8      | Краснодар             | 2–1   | 2–0       | 4–1          |
| 2016–17 | Ліга Європи     | 1/4      | Генк                  | 3–2   | 1–1       | 4–3          |
| 2016–17 | Ліга Європи     | 1/2      | Манчестер Юнайтед     | 0–1   | 1–1       | 1–2          |

## Склад команди
Станом на 29 травня 2025
| №  | Поз. | Нац.      | Гравець             |
| -- | ---- | --------- | ------------------- |
| 1  | ВР   | Іспанія   | Іван Вільяр         |
| 2  | ЗХ   | Швеція    | Карл Старфельт      |
| 3  | ЗХ   | Іспанія   | Оскар Мінгеса       |
| 4  | ПЗ   | Іспанія   | Уго Сотело          |
| 5  | ЗХ   | Іспанія   | Серхіо Каррейра     |
| 6  | ПЗ   | Гвінея    | Ілайш Моріба        |
| 7  | НП   | Іспанія   | Борха Іглесіас      |
| 8  | ПЗ   | Іспанія   | Фран Бельтран       |
| 10 | НП   | Іспанія   | Яго Аспас (капітан) |
| 11 | НП   | Аргентина | Франко Серві        |
| 12 | НП   | Іспанія   | Альфон              |

| №  | Поз. | Нац.     | Гравець          |
| -- | ---- | -------- | ---------------- |
| 13 | ВР   | Іспанія  | Вісенте Гвайта   |
| 14 | ПЗ   | Іспанія  | Ікер Лосада      |
| 16 | ПЗ   | Бразилія | Жаїлсон Сікейра  |
| 18 | НП   | Іспанія  | Пабло Дуран      |
| 19 | ПЗ   | Швеція   | Вілліот Сведберг |
| 20 | ЗХ   | Іспанія  | Маркос Алонсо    |
| 21 | ЗХ   | Сербія   | Михайло Ристич   |
| 22 | ЗХ   | Іспанія  | Хав'єр Манкільо  |
| 23 | НП   | Іспанія  | Уго Альварес     |
| 24 | ЗХ   | Іспанія  | Карлос Домінгес  |
| 25 | ПЗ   | Іспанія  | Дам'ян Родрігес  |

## Найбільша кількість голів
Станом на 19 травня 2022
| Місце | Гравець            | К-сть голів | Роки                 |
| ----- | ------------------ | ----------- | -------------------- |
| 1     | Яго Аспас          | 182         | 2008–2013, 2015–н.ч. |
| 2     | Ермідіта           | 107         | 1945–1956            |
| 3     | Владімір Гудель    | 105         | 1991–1999            |
| 4     | Абель Фернандес    | 91          | 1965–1970            |
| 5     | Пічі Лукас         | 73          | 1981–1990            |
| 6     | Олександр Мостовий | 72          | 1996–2004            |
| 7     | Мауро              | 71          | 1953–1958            |
| 8     | Паіньо             | 57          | 1943–1948            |
| 9     | Пабло Ольмедо      | 56          | 1951–1960            |
| 10    | Франциско Руа      | 53          | 1940–1949            |
|       | Ноліто             | 52          | 2013-2016, 2020-н.ч. |